# ساب 90 سكانديا
ساب 90 سكانديا  (بالإنجليزية: Saab 90 Scandia)‏ هي طائرة ركاب، قصيرة إلى متوسطة المدى، ثنائية المحركات التوربينية، وبسعة 32 راكب. أنتجت في 1946 بالسويد. من صناعة شركة ساب للطائرات. كان أول طيران لها في نوفمبر 16, 1946. دخلت الخدمة في 1950، صنع منها 18 طائرة.

## المستخدمون
- الخطوط الجوية الإسكندنافية